# Kirsten Thomson
Kirsten Thomson (* 27. September 1983 in Sydney, New South Wales) ist eine ehemalige australische Schwimmerin. Sie erschwamm bei Olympischen Spielen und bei Weltmeisterschaften auf der 50-Meter-Bahn je eine Silbermedaille.

## Sportliche Karriere
Die 1,79 Meter große Kirsten Thomas schwamm für den Sutherland Leisure Club Aquadot.
Bei den Kurzbahnweltmeisterschaften 2000 in Athen erreichte Thomson zweimal das Finale. Sie wurde Sechste mit der 4-mal-100-Meter-Freistilstaffel und Fünfte mit der 4-mal-200-Meter-Freistilstaffel. Ein halbes Jahr später bei den olympischen Schwimmwettbewerben in Sydney erreichten Elka Graham, Kirsten Thomson, Jacinta van Lint und Giaan Rooney in der 4-mal-200-Meter-Freistilstaffel die zweitbeste Vorlaufzeit. Im Finale unterboten Susie O’Neill, Giaan Rooney, Kirsten Thomson und Petria Thomas die Vorlaufzeit um fast fünf Sekunden und schlugen 0,72 Sekunden hinter dem Quartett aus den Vereinigten Staaten, aber 0,12 Sekunden vor der deutschen Staffel an. Wie seit 1984 üblich erhielten auch die beiden nur im Vorlauf eingesetzten Schwimmerinnen eine Silbermedaille.
Drei Jahre später bei den Weltmeisterschaften 2003 in Barcelona verpasste Kirsten Thomson als 17. über 200 Meter Freistil das Halbfinale um 0,21 Sekunden. In der 4-mal-200-Meter-Freistilstaffel schwammen Giaan Rooney, Heidi Crawford, Linda Mackenzie und Melanie Houghton die siebtbeste Vorlaufzeit. Im Endlauf erreichten Elka Graham, Linda Mackenzie, Kirsten Thomson und Alice Mills als Zweite hinter der Staffel aus den Vereinigten Staaten das Ziel vor den Chinesinnen.